# Оповідання про одну незвичайну історію
«Оповіда́ння про одну́ незвича́йну істо́рію» — новела французького письменника Антуана Франсуа Прево, видана в 1736 році. Твір розповідає про плутанину між прийомною і рідною дочкою в аристократичній родині й далекосяжні наслідки, які вона потягла за собою. Хоча сюжет новели цілком вигаданий, про що свідчить авторський вступ, твір знайомить читача зі складною проблемою ідентифікації немовлят, вирішення якої стало можливим лише із появою генетичної експертизи. Ця новела вперше була надрукована абатом Прево у вересневому випуску його власного літературного журналу «За і проти» за 1736-й рік.

## Сюжет
Лондонська аристократка віддала рідну дочку в село годувальниці, яка мала дівчинку такого ж самого віку. За кілька місяців годувальниця раптово померла, а її чоловік був неспроможний відрізнити дівчаток одна від одної. Він відвіз дітей до міста, аби аристократка сама впізнала свою дочку. Та також не змогла зробити цього упевнено, але вибрала найгарнішу. У 15 років красуня стала такою потворною, що мати розчарувалась і вирішила, що скоїла помилку. В селі вона побачила, що селянська дочка вельми вродлива, й викупила її у батька.
«Стара» дочка Сара ревнувала батьків до «нової» — Анни. Мати наказала Сарі підкорятися тій, хто є «твоєю господинею по праву». Сара, побоюючись, що може втратити спадок, запропонувала адвокату захистити її права в обмін на одруження із нею (нагородою адвокату мала стати не жінка, а її спадок). Адвокат погодився, на допомогу йому прийшов і батько дівчат, який погодився обом виділити великий посаг. Тим часом Анна познайомилась з економкою сільського пастора, остання відкрила таємницю ідентифікації дівчат (в аристократки на нозі мала бути мітка). Пастор вирішив скористатись нагодою і в обмін на інформацію запропонував батькам одружити Анну з пасторським небожем.
Шляхетну мітку знайшли на нозі Анни. Згорьована Сара погодилась на шлюб з адвокатом, але він так погано ставився до негарної жінки, що за кілька місяців, не витримавши такої зміни своєї долі, та добровільно пішла з життя. Батьки відмовили адвокату в спадкуванні жінчиного майна через погане ставлення до вихованої ними дівчини.